# نظام وحدات متر طن ثانية
نظام وحدات متر طن ثانية لوحدات القياس الفيزيائية، تم ابتكار هذا النظام في فرنسا وتم تسمية الوحدات سينيه و بيزيه وأصبح نظامًا رسميًا في الفترة خلال 1919 و 1961.
قام الاتحاد السوفيتي بتبني هذا النظام للعمل في عام 1933 وتم إلغاؤه في عام 1955.
كان يشبه النظام المتري والنظام الدولي للوحدات ونظام وحدات سنتيمتر غرام ثانية لكن بوحدات كبيرة نسبيًا للاستخدام الصناعي حيث أن نظام وحدات سنتيمتر غرام ثانية غير مناسب إلا في الاستخدامات المعملية.

## الوحدات
الوحدات الأساسية لنظام متر طن ثانية هي كالآتي:
- الطول: متر
- الحجم: متر مكعب أو لتر

1 m3 ≡ 1 kL
- الكتلة: طن

1 t = 103 kg = 1 Mg
- الزمن: ثانية
- القوة: سينيه

1 sn = 1 t·m/s2 = 103 N = 1 kN
- القدرة:

1 sn·m/s = 1 t·m2/s3 = 103 W = 1 kW
- الطاقة:سينيه-متر= 1 كيلوجول

1 sn·m = 1 t·m2/s2 = 103 J = 1 kJ
- الضغط: بيزيه

1 pz = 1 t/m·s2 = 103 Pa = 1 kPa = 1 centibar (cbar)